# KRC Harelbeke
Dernière mise à jour : 19 septembre 2011.
Le Koninklijke Racing Club Zuid West Vlaanderen est un ancien club de football belge, localisé dans la ville d'Harelbeke. Fondé en 1930, sous le nom de RC Harelbeke, il portait le matricule 1615. Le club rejoint la première division en 1995, où il reste jusqu'en 2001, participant à une édition de la Coupe Intertoto. En 2002, le club arrête ses activités à cause de problèmes financiers, et est radié par la fédération belge. Le club du K. SV Ingelmunster reprend le stade et certains joueurs, et change son nom en SWI Harelbeke, mais il n'y a pas de fusion officielle entre les deux clubs. Au cours de son existence, le club dispute 32 saisons dans les séries nationales, dont 6 parmi l'élite du football belge.

## Histoire
Le Racing Club Harelbeke est fondé au début de l'année 1930, et s'affilie le 20 mars à l'Union Belge, où il reçoit le matricule 1615. Le club rejoint les séries nationales juste après la Seconde Guerre mondiale, et redescend ensuite au niveau provincial. En 1955, le club reçoit le titre de Société Royale, et change son nom en Koninklijke Racing Club Harelbeke. Il ne revient en Promotion qu'en 1974. Trois ans plus tard, le club remporte sa série et est promu en Division 3. Dès sa première saison à ce niveau, le club remporte à nouveau le titre dans sa série et rejoint la Division 2 en 1978. À l'exception des saisons 1985-1986 et 1989-1990, le club joue à ce niveau jusqu'en 1995. Cette saison-là, après quatre participations infructueuses, il remporte le Tour final de Division 2, et monte pour la première fois de son histoire en Division 1.
Le KRC Harelbeke réalise sa meilleure saison en 1997-1998, quand il termine 5e, juste derrière Anderlecht, à qui il conteste la 4e place jusqu'à la dernière journée. Le club participe donc à la Coupe Intertoto la saison suivante, mais il est éliminé dès son entrée dans la compétition par la Sampdoria. Il ne parvient pas à rééditer sa performance les saisons suivantes, et en 2001, une avant-dernière place au classement final le condamne à retourner en Division 2. Le club change alors son nom en KRC Zuid-West Vlaanderen. Après une saison, le club se voit refuser sa licence de football professionnel à cause de dettes impayées. Ce refus provoque une relégation administrative en Division 3. Les dirigeants du club choisissent alors de le mettre en liquidation, et le matricule 1615 du club est radié par l'URBSFA.
Le K. SV Ingelmunster (matricule 1574) déménage alors vers le Forestierstadion désormais vide, et change son nom en Sporting West Ingelmunster Harelbeke. Il n'y a pas de fusion entre les deux clubs.

## Résultats dans les divisions nationales
Statistiques clôturées, club disparu

### Palmarès
- 1 fois vainqueur du Tour final de D2 en 1995.
- 3 fois champion de Belgique de D3 en 1978, 1986 et 1990
- 1 fois champion de Belgique de Promotion en 1977

### Bilan
| Niv | Divisions     | Jouées | Titres | TM Up | TM Down |
| --- | ------------- | ------ | ------ | ----- | ------- |
| I   | 1re nationale | 6      | 0      |       |         |
| II  | 2e nationale  | 16     | 0      | 5     |         |
| III | 3e nationale  | 7      | 3      |       |         |
| IV  | 4e nationale  | 3      | 1      |       |         |
| V   | 5e nationale  | 0      | 0      |       |         |
|     |               |        |        |       |         |
|     | TOTAUX        | 32     | 4      | 5     | 0       |

- TM Up : test-match pour départager des égalités, ou toutes formes de Barrages ou de Tour final pour une montée éventuelle.
- TM Down : test-match pour départager des égalités, ou toutes formes de Barrages ou de Tour final pour le maintien.

### Classement saison par saison
| Ordre               | Saison  | Nom du club                                              | Niveau                                                   | Classement final                                         | Remarques                                                |
| ------------------- | ------- | -------------------------------------------------------- | -------------------------------------------------------- | -------------------------------------------------------- | -------------------------------------------------------- |
| 1                   | 1947-48 | RC Harelbeke                                             | Promotion (D3) série A                                   | 12e/16                                                   |                                                          |
| 2                   | 1948-49 | RC Harelbeke                                             | Promotion (D3) série B                                   | 10e/16                                                   |                                                          |
| 3                   | 1949-50 | RC Harelbeke                                             | Promotion (D3) série A                                   | 6e/16                                                    |                                                          |
| 4                   | 1950-51 | RC Harelbeke                                             | Promotion (D3) série B                                   | 16e/16                                                   | Relégué                                                  |
| séries provinciales |         |                                                          |                                                          |                                                          |                                                          |
| 5                   | 1974-75 | KRC Harelbeke                                            | Promotion série A                                        | 6e/16                                                    |                                                          |
| 6                   | 1975-76 | KRC Harelbeke                                            | Promotion série A                                        | 2e/16                                                    |                                                          |
| 7                   | 1976-77 | KRC Harelbeke                                            | Promotion série A                                        | 1er/16                                                   | Champion et promu!                                       |
| 8                   | 1977-78 | KRC Harelbeke                                            | Division 3 série B                                       | 1er/16                                                   | Champion et promu!                                       |
| 9                   | 1978-79 | KRC Harelbeke                                            | Division 2                                               | 11e/16                                                   |                                                          |
| 10                  | 1979-80 | KRC Harelbeke                                            | Division 2                                               | 9e/16                                                    |                                                          |
| 11                  | 1980-81 | KRC Harelbeke                                            | Division 2                                               | 9e/16                                                    |                                                          |
| 12                  | 1981-82 | KRC Harelbeke                                            | Division 2                                               | 4e/16                                                    | Tour final!                                              |
| 13                  | 1982-83 | KRC Harelbeke                                            | Division 2                                               | 7e/16                                                    | Tour final!                                              |
| 14                  | 1983-84 | KRC Harelbeke                                            | Division 2                                               | 12e/16                                                   |                                                          |
| 15                  | 1984-85 | KRC Harelbeke                                            | Division 2                                               | 15e/16                                                   | Relégué                                                  |
| 16                  | 1985-86 | KRC Harelbeke                                            | Division 3 série A                                       | 1er/16                                                   | Champion et promu!                                       |
| 17                  | 1986-87 | KRC Harelbeke                                            | Division 2                                               | 3e/16                                                    | Tour final!                                              |
| 18                  | 1987-88 | KRC Harelbeke                                            | Division 2                                               | 4e/16                                                    | Tour final!                                              |
| 19                  | 1988-89 | KRC Harelbeke                                            | Division 2                                               | 15e/16                                                   | Relégué                                                  |
| 20                  | 1989-90 | KRC Harelbeke                                            | Division 3 série A                                       | 1er/16                                                   | Champion et promu!                                       |
| 21                  | 1990-91 | KRC Harelbeke                                            | Division 2                                               | 6e/16                                                    |                                                          |
| 22                  | 1991-92 | KRC Harelbeke                                            | Division 2                                               | 6e/16                                                    |                                                          |
| 23                  | 1992-93 | KRC Harelbeke                                            | Division 2                                               | 9e/16                                                    |                                                          |
| 24                  | 1993-94 | KRC Harelbeke                                            | Division 2                                               | 8e/16                                                    |                                                          |
| 25                  | 1994-95 | KRC Harelbeke                                            | Division 2                                               | 4e/18                                                    | Promu via tour final!                                    |
| 26                  | 1995-96 | KRC Harelbeke                                            | Division 1                                               | 11e/18                                                   |                                                          |
| 27                  | 1996-97 | KRC Harelbeke                                            | Division 1                                               | 9e/18                                                    |                                                          |
| 28                  | 1997-98 | KRC Harelbeke                                            | Division 1                                               | 5e/18                                                    |                                                          |
| 29                  | 1998-99 | KRC Harelbeke                                            | Division 1                                               | 11e/18                                                   |                                                          |
| 30                  | 1999-00 | KRC Harelbeke                                            | Division 1                                               | 14e/18                                                   |                                                          |
| 31                  | 2000-01 | KRC Harelbeke                                            | Division 1                                               | 17e/18                                                   | Relégué                                                  |
| 32                  | 2001-02 | KRC Zuid en West-Vlaanderen                              | Division 2                                               | 5e/18                                                    | Relégué                                                  |
|                     | 2002    | Arrêt des activités du club, radiation du matricule 1615 | Arrêt des activités du club, radiation du matricule 1615 | Arrêt des activités du club, radiation du matricule 1615 | Arrêt des activités du club, radiation du matricule 1615 |

## Anciens joueurs connus
- Geert De Vlieger, international belge, prêté une saison par Anderlecht
- Francis Couvreur, champion de Belgique avec le FC Bruges, participe à la montée du club en D1
- Michel Ngonge, international zaïrois
- Martin Laamers, international néerlandais
- Arkadiusz Kubik (en), international polonais
- Rimantas Žvingilas, international lituanien
- Hein Vanhaezebrouck, entraîneur qui apporte le premier titre de champion de Belgique à La Gantoise en 2015
- Joris De Tollenaere, artisan de la montée du club en D1 à l'issue de la saison 94-95, qui poursuit aujourd'hui une carrière d'avocat à Courtrai